# リナルドとアルミーダ (カラッチ)
『リナルドとアルミーダ』（伊: Rinardo e Armida、英: Rinaldo and Armida）は、イタリアのバロック絵画の巨匠アンニーバレ・カラッチが1601-1602年ごろ、キャンバス上に油彩で制作した絵画である。現在、ナポリのカポディモンテ美術館に所蔵されている。元来、ローマのファルネーゼ宮殿の離れにあたるパラッツェット (Palazzetto) に飾られていたが、1734年にナポリに移された。その後、フランス軍によって略奪されたり、パレルモへ運ばれたりしたが、1815年以後はナポリに落ち着いた。

## 作品
この絵画はオドアルド・ファルネーゼ枢機卿のために描かれた作品で、トルクァート・タッソの16世紀の叙事詩『エルサレム解放』の1場面 (第16歌18-23) に登場するリナルドと魔女アルミーダを描いている。リナルドはアルミーダの瞳に映る自分の姿を見ながら、彼女に鏡を差し出すが、映し出されたアルミーダの顔は微笑み、リナルドの顔は燃えていた。
本作はタッソの文学を絵画化した最初の作品である。アンニーバレは「ヴィーナスとアドニス」や「ヴィーナスとマルス」といった伝統的な図像を転用し、アルミーダの宮殿にくつろぐ2人を描いている。彼らを草むらから覗く2人の戦士は、画中で鑑賞者の視線を繰り返すことで、鑑賞者を画中の世界に引き込む。
本作の制作年については推測の域を出ない。手がかりとなるのはアグッキの1603年4月23日の記述で、彼はタッソの物語を描いた絵画を見に行き、その折に予期せずアンニーバレの『眠るヴィーナス』 (コンデ美術館、シャンティイ) を見たと述べているが、タッソの物語の絵画というのが本作のことである。アグッキの文面には、ブドウの収穫期で主人が留守の時に絵画を見たとあるので、本作は前年の1602年秋には完成していたことになる。アグッキはわざわざ本作を見に行ったくらいなので、本作は完成後それほど時間が経っていなかったと思われる。したがって、作品は1601-1602年に制作されたと推定される。
本作は、アンニーバレもしくは助手との合作とされる。アンニーバレの工房が形成されるのは1602年以後のことである。したがって、もし作品が1601年に描かれたのなら、アンニーバレが1人で描いたと考えるべきであり、1602年に描かれたのなら助手の手を認める可能性が生じる。実際、この絵画には、アンニーバレの他の作品の水準に達していない部分があるのも確かである。同時に、助手が制作に関わったとしても、アンニーバレが素描を提供し、仕上げに相当手を入れたであろうことも確かである。